# Паньківський Костянтин Констянтинович
Кость Панькі́вський (6 грудня 1897, Львів, Королівство Галичини і Володимирії, Австро-Угорщина — 20 січня 1974, Лівінґстон, Нью-Джерсі, США) — український політичний діяч, публіцист, правник-адвокат, голова уряду УНР на вигнанні (1945–1948). Син Костя Федоровича Паньківського і брат Степана Паньківського.

## Життєпис
Навчався у Празі, де очолював українську студентську організацію — Групу Української Поступової Молоді.
У 1924—1939 займався адвокатською практикою у Львові. У 1920-30-х років виступав оборонцем під час політичних процесів, які влаштовував польський окупаційний режим над членами Української Військової Організації і Організації Українських Націоналістів у Західній Україні.
У грудні 1932 році Кость Паньківський разом з В. Старосольським був адвокатом Д. Данилишина, захищав Я. Макарушку та О. Пашкевича під час Львівського процесу 1936 року.
Брав активну участь у роботі доброчинних організацій — Товариства охорони дітей і опіки над молоддю, Товариства допомоги інвалідам та ін.
Він був заступником В.Кубійовича в УЦК (Українському центральному комітеті), створеному в 1940 році в генеральній губернії, потім головою УКК (Українського крайового комітету) як філіалу УЦК у Львові, потім членом уряду Я.Стецька Українського Державного Правління (УДП), проголошеного 30 червня 1941 року.
1945—1949 — перебував у Німеччині. Належав до однієї з українських політичних партій, що діяли в еміграції — Українського Національно-Державного Союзу (заснований у травні 1946 у Новому Ульмі, Німеччина).
3 1949 року Кость Паньківський мешкав у США.
1950 року — разом з М.Ветухівим і М.Шлемкевичем створив Союз Українських Національних Демократів (СУНД), у 1950—1966 — його голова, згодом очолював представництва виконавчого органу УН Ради у США і американський відділ Ліги Поневолених Росією Народів.
Похований на українському православному цвинтарі святого Андрія в Саут-Баунд-Бруку, штат Нью-Джерсі.

## Творчий доробок
Автор спогадів:
- «Від держави до комітету» (1957);
- «Роки німецької окупації» (1965);
- «Від комітету до Державного Центру» (1968).
- Pan'kivs'kyi diary // UVAN (Ukrainian Academy of Arts and Sciences archive, New York), Kost’ Pan'kivs'kyi collection (KPC), fond 6 series 6/2, folder III/5.

Окремі видання:
- Паньківський Кость Від держави до комітету: (літо 1941 року у Львові). Кн. 4. серія мемуарів / Кость Паньківський; обклад. С. Гординського, за ред. М. Шлемкевича. — Нью-Йорк; Торонто Життя і мислі, 1957. — 160 с.
- Паньківський Кость Листи до М. — Коцюбинського // Листи до Михайла Коцюбинського / Упорядк. та комент. В. Мазного. — Ніжин: ТОВ «Видавництво „Аспект-Поліграф“», 2003. — Т. IV: Науменко-Яновська. — С. 34—37.
- Паньківський Кость Роки німецької окупації / К. Паньківський. — Нью-Йорк, 1965. — 124 с.
- Паньківський Кость Роки німецької окупації / Кость Паньківський = Kost’ Pan'kivs'kyi. — Нью-Йорк; Торонто: East side press, 1965. — 479 с. — (Життя і мислі; кн. 7).
- Паньківський Кость Роки німецької окупації, 1941—1944 / Кость Паньківський. — 2-ге вид. — Нью-Йорк; Париж; Сидней: НТШ, 1983. — 479 с. — (Бібліотека українознавства / Наук. т-во ім. Шевченка; т. 42) (Життя і мислі; кн. 7). — ISBN 0-88054-109-1.
- Паньківський Кость Від комітету до Державного Центру / Кость Паньківський = Kost’ Pan'kivs'kyi. — Нью-Йорк; Торонто: East side press, 1968. — 284 с. — (Життя і мислі; кн. 9).
- Паньківський Кость Від держави до Комітету: (літо 1941 року у Львові) / Кость Паньківський = Kost’ Pan'kivs'kyi. — 2-ге вид. — Нью-Йорк; Торонто: s.n., 1970. — 150 с. — (Життя і мислі; кн. 10).
- Паньківський Кость Спогади про НТШ // Український історик. — 1978. — № 04 (60). — С. 94—99.